# Henry Wassén
Sven Henry Wassén, född 24 augusti 1908 i Göteborg, död 13 mars 1996 i Göteborgs Vasa församling, var en svensk socialantropolog och museichef.

## Biografi
Wassén, som var son till en köpman, tog studentexamen 1928 och blev filosofie licentiat vid Göteborgs högskola 1936. Han började sin yrkeskarriär som amanuens vid Göteborgs etnografiska museum 1930 och blev intendent där 1954. Han var senare museichef 1968–1973 och tilldelades professors namn 1972.
Wassén gjorde flera vetenskapliga expeditioner till bland annat Colombia, Panama och Centralamerika.
Vid sidan av sitt arbete på museet hade Wassén ett antal förtroendeuppdrag och var styrelseledamot i Sveriges museimannaförening och ordförande i dess Göteborgsgrupp samt styrelseledamot i Sjöfartsmuseet, Göteborg. Han var vidare korresponderande ledamot i Colombianska vetenskapsakademin och Colombianska historiska akademin samt ledamot i vetenskapliga sällskap i Argentina, Brasilien, Colombia, Guatemala, Panama, Peru och Mexiko.
Från sitt vetenskapliga arbete gav han ut en lång rad böcker, delvis av populärvetenskaplig karaktär.
Henry Wassén är gravsatt i en familjegrav på Västra kyrkogården, Göteborg.